# Thérèse Nichterwitz
Thérèse Nichterwitz (née Andrée Thérèse Terraza le 1er janvier 1908 à Molinos en Espagne et morte le 17 octobre 1974 à Montpellier) est une figure de la Résistance française.

## Biographie
Thérèse Nichterwitz est la fille d’immigrés espagnols arrivés en France au début des années 1920, Martin Terraza et Isabelle Andrès. Elle obtient la nationalité française par son mariage avec Robert Nichterwitz en 1928.

## Résistance
Entrée dans la résistance au mouvement Combat fin 1941, elle assure la liaison entre le chef départemental et les principaux responsables du mouvement. Elle met son domicile, situé dans les locaux de la préfecture de l’Hérault où elle est concierge, à la disposition d'agents de liaison, de chefs de la résistance traqués ou en difficulté,.
Agent de liaison principal du chef départemental du Noyautage des administrations publiques, puis conjointement du chef départemental des Mouvements Unis de la Résistance, elle est aussi chargée des fonctions importantes de responsable départementale des transmissions et liaisons clandestines. Elle atteint le grade de sous-lieutenant des Forces Françaises Combattantes.
Arrêtée le 11 janvier 1944 par la Gestapo, Thérèse Nichterwitz est emprisonnée au camp d’internement de Romainville le 17 mars 1944, puis déportée à Ravensbrück et ensuite à Sachsenhausen.

## Distinctions honorifiques
- Chevalière de la Légion d'honneur[5]
- Croix de guerre 1939–1945 avec étoile de bronze
- Médaille de la Résistance française avec rosette (décret du 3 août 1946)[6]
- Médaille commémorative des services volontaires dans la France libre
- Médaille commémorative de la guerre 1939–1945

Sa citation à l’attribution de la Croix de Guerre avec étoile de bronze résume son parcours :

« Admirable figure de la résistance qui, sans souci du danger, accomplit avec un rare dévouement et un esprit élevé de patriotisme, des missions particulièrement délicates, constituant de sa propre initiative un dépôt d’armes près de son domicile et s’emparant des clés qui devaient permettre au moment de la libération de mettre la main sur le poste départemental émetteur de T.S.F. et sur le dépôt des armes privées remises par ordre de l’occupant aux pouvoirs publics.
Dénoncée à la Gestapo, tint magnifiquement tête sous l’interrogatoire à ses adversaires malgré un traitement inhumain sans livrer aucun de ses secrets importants dont elle était la dépositaire.
Déportée en camp de concentration, en est revenue avec une santé altérée. »